# Les Monts-Verts
Les Monts-Verts község Franciaország déli részén, Lozère megyében. 2011-ben 341 lakosa volt.

## Fekvése
Les Monts-Verts az  Margeride-hegység nyugati előterében fekszik,  1100 méteres (a községterület 916-1164 méteres) tengerszint feletti magasságban, Saint-Chély-d’Apcher-től 9 km-re északnyugatra, Lozère és Cantal megye határán. Vizeit a Gourdine és az Arcomie patakok vezetik le a Truyère felé.
Nyugatról Albaret-le-Comtal és Termes, északról Saint-Just, keletről Albaret-Sainte-Marie és Blavignac, délről La Fage-Saint-Julien és Saint-Chély-d’Apcher községek határolják.
A községközpont Le Baconban található, melyet a D64-es megyei út köt össze Saint-Chély-d’Apcher-vel (9 km), a D70-es út Fournels-lel (10 km) teremt összeköttetést. A községet érinti a Párizs-Béziers vasútvonal, melynek legmagasabb fekvő (1030 m) megállóhelye Arcomie-nál található. Az A75-ös autópálya (lehajtó) szintén érinti Les Monts-Verts-t.
A korábban önálló Berc és Arcomie falvakon kívül La Bessière, Recoules, Chizolet, Combejouve, Ginestoux, Tibirou, Trémouloux, Champs, Le Gourry és Plagnes szórványtelepülések is a községhez tartoznak.

## Története
Les Monts-Verts község 1973. január 1-jén jött létre három község, Le Bacon, Berc és Arcomie egyesítésével. Le Baconnak az egyesítés előtt (1966-ban) 136, Bercnek pedig 144 lakosa volt. Az új község a nevét (a. m. Zöld hegyek) kiterjedt fenyőerdőiről kapta. Az egykor facipőkészítéséről híres Berc 1877-ben vált önálló községgé, területe korábban Termes és Arcomie községekhez tartozott. A község fő gazdasági ágai a fakitermelés és a szarvasmarhatartás.

### Demográfia
| Év   | Lakosság |
| ---- | -------- |
| 1975 | 392      |
| 1982 | 404      |
| 1990 | 334      |
| 1999 | 335      |
| 2010 | 341      |

## Nevezetességei
- Arcomie román stílusú temploma a 12. században épült (1145-ben kolostor működött itt).
- Arcomie-ben találhatóak Combejouve várának és a Tour de Thibironnak a romjai.
- Le Bacon temploma román stílusban épült a 12. században.
- Berc templomát 1875-ben egy régi kápolna átépítésével alakították ki, berendezéséhez tartozik Szűz Mária régi faszobra. A Puech de Berc csúcsáról szép kilátás nyílik.
- Számos útmenti gránitkereszt (Berc, Le Bacon, Trémouloux) található a községben.

## Kapcsolódó szócikk
- Lozère megye községei